# 薩梅德·耶希爾
薩梅德·耶希爾（土耳其語：Samed Yeşil；1994年5月25日—）是一位土耳其裔德國足球運動員，在場上的位置是前鋒。耶希爾同時可以代表德國和土耳其兩國參賽。現效力洪堡。